# Jedan
Jedan je prvi broj u skupini prirodnih brojeva {\displaystyle \mathbb {N} }. Nakon njega dolazi broj dva. Označava se brojkom 1.
Jedan je također element ostalih skupova brojeva; cijelih brojeva {\displaystyle \mathbb {Z} }, racionalnih brojeva {\displaystyle \mathbb {Q} } i realnih brojeva {\displaystyle \mathbb {R} }. U skupu cijelih brojeva, prije broja jedan, dolazi broj nula. 
Jedan je prvi neparan broj. Neutralan je element za operaciju množenja. Zato se ne može faktorizirati, ne smatra se ni prostim brojem ni složenim brojem, a jednak je vlastitom faktorijelu, kvadratu, kubu, te ostalim potencijama.
Stari Grci jedan nisu smatrali brojem. To je za njih bila nerazdjeljiva cjelina. Smatrali su da se jedinica ne može razdijeliti bez gubitka svojstva cjeline. Tek broj dva je bio mnoštvo i predstavljao je broj.[nedostaje izvor]
Jedan je i školska ocjena – u hrvatskom sustavu predstavlja nedovoljno, odnosno, najlošije moguće znanje, dok u nekim drugima posve obrnuto – broj jedan predstavlja maksimalno, tj. najveće (najbolje) moguće znanje.

## Razvoj broja jedan
Grafički oblik koji se danas koristi za ispis broja jedan je uspravna crta, često s malim serifom na vrhu i ponekad s kratkom linijom u podnožju. Takvo označavanje vuče korijene od Brahmana u Indiji koji su pisali 1 s jednom položenom linijom. U kineskom jeziku i danas se tako piše broj 1. 
Gupte su ispisivali tu crtu zakrivljeno, a Nagari su ponekad dodavali mali kružić s lijeve strane. Ovaj znak, koji malo sliči na položenu brojku devet (9) se danas može naći u Gujarati i Panjabi pismu. U nepalskom pismu crta je zaokrenuta na desno ali s istim kružićem na vrhu. Ovaj kružić je postao crtica na vrhu uspravne crte, a donja crta koja se ponekad ispisuje je potekla od ispisa rimske brojke I. 
U nekim jezicima (njemački) se mala kosa crta pretvara u veliku vodoravnu, što ponekad može dovesti do zamjene s brojkom sedam (7) kod drugih naroda. Tamo gdje se 1 piše s velikom horizontalnom crtom 7 se piše s još jednom horizontalnom linijom preko okomite.

## Broj jedan u drugim jezicima
| Jezik       | Naziv  |
| ----------- | ------ |
| engleski    | one    |
| njemački    | eins   |
| nizozemski  | een    |
| norveški    | en     |
| danski      | én     |
| švedski     | en     |
| portugalski | um     |
| španjolski  | uno    |
| francuski   | un     |
| talijanski  | uno    |
| rumunjski   | unu    |
| albanski    | një    |
| litavski    | víenas |
| latvijski   | viêns  |
| poljski     | jeden  |
| češki       | jeden  |
| slovački    | jeden  |
| slovenski   | ena    |
| makedonski  | eden   |
| finski      | yksi   |

| Jezik          | Naziv      |
| -------------- | ---------- |
| Adai           | Nancas     |
| Alabama        | Cháffàaka  |
| Apalachee      | Atof       |
| Atakapa        | Hannik     |
| Bidai          | Namah      |
| Biloxi         | Sonsa'     |
| Kado           | Wísts'i'   |
| Catawba        | Ndəpen     |
| lule           | alapea     |
| vilela         | yaagüit    |
| aymara         | maya       |
| chayahuita     | a'na'      |
| xebero         | alaksak    |
| ona            | shosh      |
| tehuelche      | chochen    |
| cahuarano      | núki       |
| huachipaeri    | unchinda   |
| achuar         | chikíchik  |
| aguaruna       | bakichik   |
| huambisa       | tikichik   |
| jivaro         | chikíchik  |
| candoshi       | mínamtá    |
| cuzco quechua  | hoq        |
| huanca quechua | huk        |
| bora           | tsane      |
| minica huitoto | da         |
| andoa          | nikinjo    |
| arabela        | nikiriyatu |